# Ambros Supersaxo

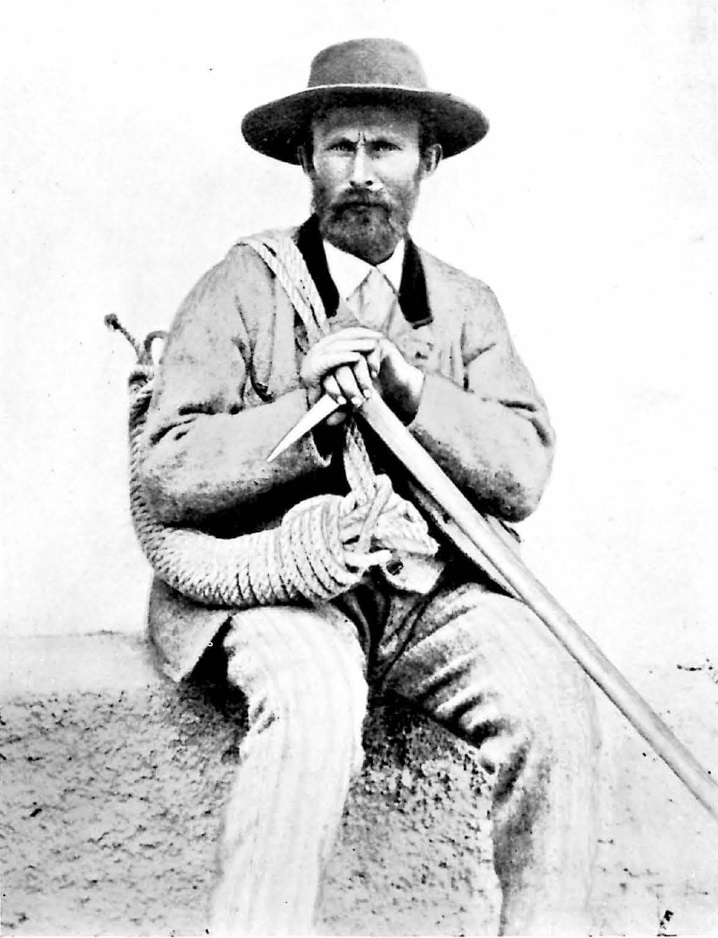
Ambros Supersaxo (um 1900)

Ambros Supersaxo (* 17. Dezember 1853 in Saas-Fee; † 26. Januar 1932 ebenda) war ein Schweizer Bergführer, der zahlreiche Begehungen vor allem in den Walliser Alpen besonders mit englischen Alpinisten und Touristen der Epoche durchführte.

## Leistungen (Auswahl)
Ambros Supersaxo wurde als jüngstes von 14 Kindern des Kastellans und Grossrats Aloys Supersaxo und der Anna Maria, geborene Imseng, geboren. 1871 begann seine Bergführerlaufbahn, die ihn auf fast alle Gipfel der Walliser Alpen führte, aber auch andere Gebiete der Westalpen gehörten zu seinen Zielen, darunter auch Gipfel der Mont-Blanc-Gruppe. Zwar war in jener Zeit die grobe Erschließung der Alpen nahezu abgeschlossen, aber ihm gelangen auch zahlreiche Erstbesteigungen. 
- 1880 Begehung des Südostgrats der Tête de Valpelline mit dem englischen Touristen John Taylor
- 1881 führte Supersaxo J. H. Wicks in einer kombinierten Tour durch die Fels- und Eiswand der Testa del Leone (Tête du Lion) von der heutigen Schönbielhütte aus
- 1882 gelang ihm mit W. W. Graham die erste Begehung des Ostgrats und Durchsteigung der Südlenzspitzen-Westwand im Abstieg
- 1883 bestieg er den Egginer als Erster von der Saaser Seite aus mit dem bekannten englischen Bergsteiger Henry Seymour King
- Im Sommer 1885 war Supersaxo in der Gegend von Chamonix und Courmayeur unterwegs. Am 30. Juli gelang ihm mit seinen Kollegen Aloys Anthamatten und Émile Rey die Erstbesteigung der Aiguille Blanche de Peuterey zusammen mit H. S. King[1]
- am 25. August 1885 erreichte er als Erster den Mont Collon über die Ostwand zusammen mit seinen Kollegen Maurer und Kaufmann sowie H. S. King und Howard Barett[2]
- am 29. August folgte dann noch mit Anthamatten und King eine Erstbesteigung der Petite Dent de Veisivi vom Col de Tsarmine aus
- 1886 begingen Supersaxo und King als erste den Südsüdostgrat des Besso[3] sowie das bis dahin noch nicht erreichte Obermominghorn (Blanc de Moming)[4]

1913 gelang ihm noch einmal eine Erstbegehung. Zusammen mit seinem Sohn Heinrich und dem Engländer E. C. Francis erreichte man über den noch nicht betretenen Nordgrat das Strahlhorn. Im Jahr 1922 endete die aktive Zeit von Ambros Supersaxo. In seinem Leben führte er neben vielen anderen Bergfahrten drei Mont-Blanc-Überschreitungen durch und 1906 drei Besteigungen des Matterhorns über den Zmuttgrat innerhalb von fünf Tagen. Er hatte sechs Söhne und sechs Töchter, sieben dieser Kinder starben vor ihm. Um den Kindern eine bessere Schulbildung zu verschaffen, zog die Familie 1894 für zehn Jahre nach Brig. Drei seiner Söhne, Oskar, Otmar und Heinrich wurden ebenfalls Bergführer und führten eine Bergführerschule in Saas-Fee. Ambros Supersaxo gründete 1908 den Skiclub Saas-Fee und war dessen Präsident. Seine Frau starb 1929, er selbst folgte 1932.